# Pelitpınarı, Kandıra
Pelitpınarı là một xã thuộc huyện Kandıra, tỉnh Kocaeli, Thổ Nhĩ Kỳ. Dân số thời điểm năm 2010 là 346 người.